# Коршаки (Черниговская область)
Коршаки (укр. Коршаки) — село,
Заудайский сельский совет,
Прилукский район,
Черниговская область,
Украина.
Код КОАТУУ — 7421784402. Население по переписи 2001 года составляло 36 человек.

## Географическое положение
Село Коршаки находится на левом берегу реки Удай,
выше по течению на расстоянии в 1 км расположено село Заудайка,
ниже по течению на расстоянии в 3 км расположено село Грабов,
на противоположном берегу — село Монастырище.
Около села проведено несколько ирригационных каналов.

## История
- 1580 год — дата основания.
- Село Коршаки после 1945 года образовано объединением хуторов: Коршаки[2] и Миловщина[3][4]